# Music Box (álbum de Mariah Carey)
Music Box é o terceiro álbum de estúdio gravado pela artista musical estadunidense Mariah Carey. Foi lançado nos Estados Unidos em 31 de Agosto de 1993 sob distribuição da editora discográfica Columbia Records. O disco é composto por várias baladas compostas pela artista juntamente com Walter Afanasieff, seu colaborador em Emotions (1991), e poucas faixas de urban dance. Durante o curso do desenvolvimento do álbum, Carey queria ampliar o seu público, escolhendo uma sonoridade mais pop. Durante este período de tempo, eles experimentaram diferentes órgãos e outros instrumentos musicais, levando o som do álbum para mais distante dos seus sons contemporâneos anteriores.
A fim de conseguir levar o álbum em uma nova direção, Carey e Afanasieff procuraram produtores novos e inovadores, assim como alguns álbuns anteriores de Carey. Kenneth "Babyface" Edmonds começou a trabalhar com Carey no Music Box, onde ele ajudou a produzir as algumas faixas mais suaves e melodiosas, bem como sendo parte do processo de composição. Letristas adicionais e produtores foram Robert Clivilles e David Cole (a dupla também conhecida como C+C Music Factory) e Daryl Simmons. Enquanto o álbum contou com uma gama de diferentes produtores musicais talentosos, a maior parte das composições foi feito por Carey e seu parceiro de escrita, Walter Afanasieff. Em projetos futuros, que continuariam escrevendo material para álbuns de Carey, até sua liberação em Rainbow (1999), onde está ausente dos créditos.
Quatro singles foram lançados do álbum. Os três primeiros, "Dreamlover", "Hero" e "Without You", transformaram-se em número um em todas as paradas musicas de singles do mundo, este último tornando-se o maior single em gráficos internacional de sua carreira. "Without You" tornou-se número um, Carey é única na maioria dos mercados europeus e alcançou os três primeiros nos Estados Unidos. Para promover o Music Box, Carey embarcou em uma turnê curta, mas bem sucedida Music Box Tour, que viajou para as cidades selecionadas da América do Norte. Carey foi nomeada para Melhor Performance Pop Vocal Feminina por "Dreamlover" no Grammy Awards 1994 e recebeu a nomeação por "Hero" no Grammy Awards 1995, embora ela não tenha ganhado ambas.
Depois de seu lançamento, Music Box recebeu críticas positivas dos críticos de música. No entanto, o álbum sofreu críticas quanto tom mais suave e preguiçoso em comparação ao seus trabalhos anteriores. Apesar de algumas opiniões desfavoráveis, o álbum se tornou um enorme sucesso comercial, estreando no topo da Billboard 200, tornando-se o primeiro álbum "número um" de Carey, na Austrália, França, Alemanha, Países Baixos, Suíça e Reino Unido. A Recording Industry Association of America (RIAA) certificou o álbum com diamante, pelas mais de 10 milhões de cópias comercializadas nos Estados Unidos. Music Box permanece como o álbum de maior venda da carreira de Carey e figura na lista dos 100 álbuns mais vendidos de todos os tempos figurando na nona posição, com vendas mundiais de mais de 32 milhões de cópias e ainda carece de certificações em vários países .

## Antecedentes
Mariah e Dave fizeram uma coisa circuito, e era novo para nós produtores pop na época. Sua versão de "Dreamlover" estava faltando um monte de coisas. O espírito da canção foi para cima mas não estava batendo com força suficiente. [O meu trabalho na pista] colocar uma máscara totalmente diferente das cores para ele.

Afanasieff falando de "Dreamlover" antes e depois do trabalho na canção.
Em 1989, Carey foi descoberta por Tommy Mottola, presidente da Columbia Records, e foi prontamente e assinou com a gravadora. O seu álbum de estreia, o auto-intitulado, lançado no ano seguinte, com foco na re-gravação e masterização várias músicas que ela já tinha escrito na escola ao lado de colega de classe, Ben Margulies. Além de sete músicas retiradas da fita demo de Carey, quatro outras faixas foram escritas e produzidas pelo ex e uma série de produtores de discos famosos. O álbum foi elogiado pelos críticos, que o chamou de uma estréia madura, cheia de várias influências musicais que vão de música pop, R&B e soul. O álbum se tornou um sucesso comercial, vendendo mais de 25 milhões de cópias mundialmente. Ao fazer um forte impacto sobre a música pop, Carey ficou interessada em alterar o seu som, e desviando-se do pop em seu segundo trabalho de estúdio, Emotions (1991). Após o sucesso de sua estréia, a Columbia lhe permitiu ter mais controle sobre seu repertório musical, permitindo que ela mude seu gênero infusões, melodias e produção. Durante a gravação do álbum, Carey trabalhou com vários músicos e produtores diferentes, além de Walter Afanasieff, a única influência de sua estréia.
Emotions continha influências na maior parte da década de 1950, 60 e 70, baladas e gospel, bem como seu trabalho continuado de R&B e soul. O álbum, ainda que aplaudida por alguns como mais madura e crua, não conseguiu alcançar as alturas críticas ou comercial de seu esforço de estréia, apesar de venderem muito menos e não conseguiu introduzir Carey em um mercado diferente. Na sequência destes acontecimentos, a Columbia decidiu tentar e comercializar Carey de uma forma similar a sua estréia, apenas tê-la produzir um álbum mais comercial e amigável às rádios. Seus planos eram de abaixar os tons vocais de Carey, e suavizar a produção do álbum, deixando um disco mais pop contemporâneo. Concordando com a mudança, Carey e Afanasieff começaram a escrever e gravar o material para seu terceiro álbum de estúdio, Music Box. Na primeira faixa do álbum "Dreamlover", Carey trabalhou com Dave Hall em toda a produção da música. A fim de ajudar com alguns dos arranjos da canção, Mottola pediu a ajuda de Walter Afanasieff, que concluiu a faixa e a deixou com uma batida mais comercial.

## Escrita e desenvolvimento
Com Carey na cadeira do capitão, tendo mais controle do que ela tinha em qualquer outro álbum, ela levou o álbum em uma nova direção, ao lado de Afanasieff. Para o esforço de Carey no terceiro álbum de estúdio, ela se matriculou a ajudar uma variedade de compositores, bem como produtores de discos. Além de Afanasieff, Kenneth "Babyface" Edmonds, um homem que iria colaborar com Carey, muitas vezes no futuro próximo, também participou do projeto. Babyface, que ajudou a produzir a maior parte do álbum, também co-escreveu uma música com Carey intitulado "Never Forget You", uma canção que foi lançada como lado B de "Without You" exclusivamente nos Estados Unidos. O álbum, que consistia principalmente com baladas mais lentas (com exceção de "Dreamlover" e "Now That I Know"), com algumas colaborações contidas por produtores e escritores de Emotions. Destes foram Clivilles & Cole (de C+C Music Factory), que co-escreveu a faixa "Now That I Know", uma balada pop dançante, que usou fórmulas semelhantes e sintetizadores de faixas de Emotions. Outro escritor-produtor que trabalhou no álbum foi David Hall, que, com Carey escreveu o single "Dreamlover".
Uma das diferenças notáveis de Music Box e álbuns anteriores de Carey foi o seu som. O álbum foi descrito por Afanasieff como um som mais suave e álbum pop-oriented, "preenchendo as músicas com o ar", e que permite muito mais espaço no som geral. Outra mudança notável foi na produção do álbum. Quando Mariah Carey foi lançado, os críticos notaram a sua  voz "excessivamente produzida" e "estúdio perfeito" de qualidade, onde, em comparação, Emotions manteve um "som cru, ao vivo". Music Box no entanto, caiu entre os dois, uma decisão tomada por Carey durante a produção do álbum. Ela teria camada de cada faixa, com vocais ao vivo, de modo a não soar muito excessivamente produzido, mas ainda manteve a inclusão de sintetizadores musical.

## Composição
De acordo com Marc Shapiro, Music Box reflete sinais de maturidade vocal de Carey, bem como a representação de um álbum que ela estava realmente orgulhosa. O primeiro single do álbum, "Dreamlover" foi descrito como um "pequeno pedaço de fluff pop", que representa um lado mais comercial para Carey que e "mais ambicioso" que "Vision of Love". Críticos acreditavam que o desempenho da canção nos gráficos foi devido ao seu lançamento de verão, como as pessoas ainda estavam procurando por um som "não muito pesado" e mais diversificado. A composição da música foi descrita como "tempo médio e levemente capaz de dançar", com voz de Carey sendo chamado de "eternamente feliz", como uma "voz de menininha". "Hero", segundo single da obra, foi uma das baladas mais inspiradoras de Carey na época.

"Eu não estou experimentando notas baixas. Eu realmente acho que a minha voz natural é baixa. Minha voz que fala é baixa, você sabe o que eu quero dizer? E eu estou cantando muito confortável no meu registo mais baixo ..., eu canto do coração, seja o que for a música me faz sentir no momento, eu vou para o estúdio para cantar uma canção, que é o que vai fazer, algumas pessoas gostam, algumas pessoas não. Mas é apenas uma parte da minha voz e é isso. "

-Carey, em seus vocais em Music Box, assim como sua voz, em geral.
A música foi descrita como "uma balada exuberante", com Carey fazendo uso do seu impressionante "menor alto registo". Como uma das faixas mais emocional do álbum, "Hero" construída emoção, versículo até o versículo, onde a letra ea melodia, finalmente, "rompeu".  "Anytime You Need a Friend", foi outra balada pop em que Carey "deixa sua voz vaguear livre", uma característica que os críticos sentiu falta no álbum. A música foi apresentada com "vozes ásperas e baixas", bem como alguns vislumbres de superiores registros de Carey. Como com a maioria das músicas do Music Box, as letras ostentava uma mensagem positiva, e foi a única canção do álbum a apresentar traços de gospel-inspirados-vocais em todo o coro.
Faixa-título do álbum, "Music Box", foi outra balada que Carey escreveu com Afanasieff. A música foi descrita como uma das composições mais difícil de Carey, devido à sua "suavidade". A música exige uma grande dose de legato, para manter "a suavidade e doçura musical, sem recorrer ao volume." Os vocais de Carey estão no caminho sendo definidos como "suave e controlada", conseguindo manter o delicado equilíbrio de uma forma que parece fácil, flutuando facilmente sobre o teclado e o brilho da guitarra. Liricamente, devido à mensagem da canção de "compromisso e promessa", e os "tilintar linha de caixa de música tocada no sintetizador", a trilha dá a sensação de um recital de voto do casamento. "Never Forget You", um dos Lados-B do álbum, é uma canção lenta, ainda conectá-lo a mensagem da canção de "lamentando a perda do amor, de uma forma muito macia". A música contém notas de teclado linda que pairam sobre os versos e permitir Carey para entrar em sua backing vocals. Ele foi descrito como um "caminho destacado", que poderia ter facilmente tornar-se um único hit, "com um apelo que teria facilmente transcender barreiras geracionais".
Cinco canções adicionais das sessões de gravação do álbum foram lançadas, com "Do You Think of Me" servindo como lado B de "Dreamlover", "Everything Fades Away" sendo incluída em edições internacionais de Music Box e, 27 anos depois, "All I Live For" sendo lançada na coletânea The Rarities (2020). "My Prayer" e "Workin' Hard" foram lançadas oficialmente na edição expandida comemorativa de 30 anos do álbum (2023).

## Recepção da crítica
| Críticas profissionais        | Críticas profissionais |
| Avaliações da crítica         | Avaliações da crítica  |
| Fonte                         | Avaliação              |
| ----------------------------- | ---------------------- |
| AllMusic                      | [ 14 ]                 |
| Billboard                     | [ 15 ]                 |
| Christgau's Consumer Guide    | Negativo               |
| Encyclopedia of Popular Music | [ 17 ]                 |
| Entertainment Weekly          | C+                     |
| Los Angeles Times             | [ 19 ]                 |
| Rolling Stone                 | [ 20 ]                 |
| The Rolling Stone Album Guide | [ 21 ]                 |

O Music Box recebeu críticas negativas a críticas mistas, muitas das quais acharam as canções não envolventes e desprovidas de composições substanciais. Na Rolling Stone, Stephen Holden disse que as letras eram "feitas inteiramente de clichês pop e soul" em um álbum "tão precisamente calculado para ser um blockbuster que seu impacto é, no final, um pouco desconcertante". Christopher John Farley da Time, chamou-a de "superficial e quase sem paixão", apesar dos destaques em "Anytime You Need a Friend" e da faixa-título. No Entertainment Weekly, David Browne escreveu que o desempenho de Carey estava baixo em energia e sua voz não estava mais acima do refrão de apoio. Em vez disso, ele escreveu ela "goteja sobre eles como xarope em vez de dominá-los; ela deixa as melodias falarem por si mesmas". Dennis Hunt foi particularmente crítico no Los Angeles Times , escrevendo que as canções de soul pop de Carey ainda não tinham emoção, apesar de ela ter "atenuado o seu desempenho vocal". Ele acusou Music Box de ser voltado para uma audiência adulta contemporânea que "gosta de sua alma caiada e em pequenas doses". Crítico do Village Voice, Robert Christgau rotulou-o de "fracasso", indicando "um disco ruim cujos detalhes raramente merecem mais reflexão".
Em uma revisão retrospectiva do AllMusic, Ron Wynn considerou o Music Box "parcialmente bem sucedido" e acreditou que era inteligente de Carey explorar sua abordagem vocal de forma diferente, mas ela acabou soando "desapegada em várias seleções". Com exceção de "Hero" e "Dreamlover", as outras músicas não tinham sua "personalidade e intensidade", de acordo com Wynn. A revista Q ficou mais impressionada com o disco, escrevendo que "esta celebração de 1993 do poder conquistador do amor foi o seu momento decisivo".

## Singles
"Dreamlover" foi lançado como primeiro single do álbum em 27 de julho de 1993. O single estreou em número treze na Billboard Hot 100, e devido à sua airplay massivo, a canção alcançou o topo do Hot 100, permanecendo lá por oito semanas. Dreamlover liderou as paradas no Canadá, e atingiu o top-ten em muitos outros países. A canção foi certificado Platina pela Recording Industry Association of America (RIAA), pelas mais de um milhão cópias comercializadas, bem como receber uma certificação de ouro na Austrália e Nova Zelândia. O vídeo da música "Dreamlover" em um "cenário de verão", com cenas de natação Carey em uma piscina por uma cachoeira, encontrando-se em uma cama de girassóis, bem como cantar na frente de dançarinos de hip-hop. o vídeo tentou capturar, à natureza sutil e arejado da música, algo que só ajudou a canção dominam as paradas. "Hero" serviu como segundo single do álbum, e foi lançado em 19 de outubro de 1993. Críticos de música elogiou a canção, chamando-o de sua canção mais diretamente inspiradora, igual que "Make it Happen". A canção liderou as paradas nos Estados Unidos e do top-cinco em muitos outros mercados principais da música. O vídeo da música "Hero", exibiu um filme de show de Carey no Teatro de Proctor, como foi feito para o vídeo da música de Carey a seguir para "Without You".
"Without You" terceiro single do álbum, se tornou o maior sucesso internacional da carreira de Carey. "Without You" alcançou o número três nos Estados Unidos, mas experimentou seu verdadeiro sucesso em toda a Europa. A canção se tornou primeiro número um de Carey na França, Alemanha, Suécia, Suíça e Reino Unido, impulsionando as vendas de Music Box em todo o mundo. Carey trouxe a popularidade canção renovado, através de sua adaptação muito bem sucedida. Tornou-se uma das "cinqüenta músicas mais tocadas do ano" e até mesmo ultrapassou a versão Harry Nilsson, recebendo muitos prêmios e reconhecimento. "Anytime You Need a Friend", último single lançado do álbum, tornou-se um sucesso, experimentando sucesso nas paradas, alcançando o top-dez, em muitos países, bem como atingindo um máximo de número doze, nos Estados Unidos. Tornou-se o segundo single do Music Box com melhor desempenho em toda a Europa do que nos EUA.

## Promoção

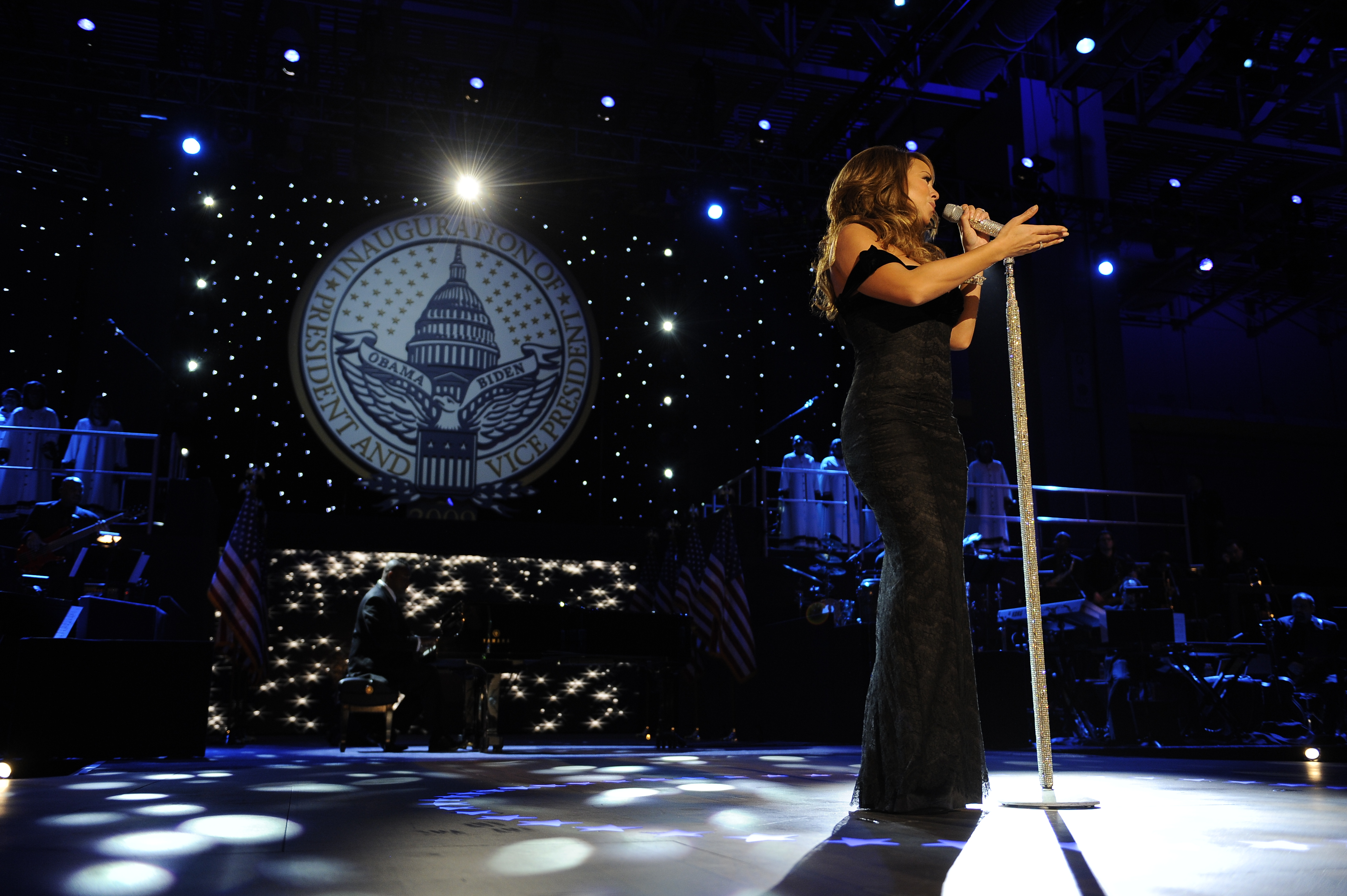
Carey performando "Hero" ao vivo durante Baile de Inauguração do Bairro do ex-Presidente Obama em Washington D.C..

A fim de promover o álbum, Carey embarcou em sua primeira turnê-título. Originalmente, Carey não tinha planejado fazer uma turnê devido ao medo do palco, um feito ela seguiu durante sua lançamentos de álbuns anteriores. No entanto, após o sucesso continuado do Music Box e persuasão de Tommy Mottola, Carey concordou em turnê, apoiando-a atual e álbuns anteriores. Como Carey não estava fisicamente ou emocionalmente pronta para uma extensa turnê, seis shows foram datados, cada um com muitos dias entre elas, a fim de dar tempo de Carey voz para descansar. o desempenho de um extra, a ter lugar no Teatro de Proctor foi planejado, onde Carey seria o filme de uma hora especial, Here Is Mariah Carey, que foi lançado durante a época de Natal.
Quando os ingressos foram disponíveis para a vendas, os shows não se esgotaram instantaneamente; Mas estavam vendendo em um ritmo saudável. Na noite de abertura da turnê de Carey, ela cantou na Arena de Miami. O show foi apenas cerca de dois terços, algo que preocupou gestão Carey, como era noite de abertura da turnê. No entanto, Carey não parecem se importar, e começou o show com espíritos elevados. O primeiro show em Miami recebeu críticas severas, com os críticos "rasgando seu desempenho na noite de abertura em pedaços." Os shows seguintes foram mais favoráveis para Carey, não só os seus shows se tornaram um sucesso e as vendas se esgotavam, que também ganhou rave-opiniões. A respeito mostram Carey, em Nova York, The New York Times escreveu as seguintes observações sobre a voz de Carey e desempenho em a turnê:
| “ | Sem dúvida, a voz de Ms. Carey não é feita em estúdio. Seu alcance varia de um contralto rico e robusto até notas altas ouvidas a uma longa distância; ela sabe prolongar movimentos sensuais, rugir com uma confiança brincalhona e mudar uma música como uma cantora de jazz. Embora concertos de rock sejam conhecidos por uma entonação precisa, ela cantou com um tom surpreendentemente exato. | ” |

Além das turnês, pela primeira vez em sua carreira, Carey visitou vários programas de televisão americanos e europeus, onde se apresentou diferentes singles do álbum. No final de 1993, Carey apareceu em The Arsenio Hall Show, onde se apresentou tanto "Dreamlover" e "Hero". Outras performances Carey encenado durante 1993 incluiu, "Hero" na The Jay Leno Show e "Dreamlover" na sua primeira visita ao Top of the Pop. Ao longo de 1994, Carey continuou a promoção do álbum, tocando "Without You" em uma segunda visita ao "Top of the Pops", bem como visitar a França, Alemanha, Japão, Espanha e Suécia. No meio de sua "Tour Music Box", Carey já começou a trabalhar com Walter Afanasieff em seu álbum de férias Feliz Natal, que era para ser lançado durante a época do Natal do ano seguinte. Além disso, Carey e Affanasieff supostamente já começou a experimentar com diferentes ideias e componentes musicais para o seu álbum de estúdio de 1995, Daydream.

### Edição expandida comemorativa de 30 anos
Em 31 de agosto de 2023, Carey anunciou que, em comemoração aos 30 anos do lançamento de Music Box, ela lançaria uma edição expandida do álbum, acrescentando faixas inéditas, remixes, apresentações ao vivo e áudio remasterizado. A edição expandida foi lançada em 8 de setembro de 2023 e incluiu "My Prayer" e "Workin' Hard", nunca lançadas anteriormente.

## Desempenho comercial
O Music Box entrou no Billboard 200 dos EUA no segundo lugar, com 174 000 cópias vendidas. Em sua décima quinta semana após o lançamento, o álbum liderou a parada e teve sua maior semana de vendas em dezembro, vendendo 295 000 cópias em sua primeira semana, 395 000 na semana seguinte e chegando a 505 000 cópias vendidas na semana final do ano. Ficou no topo por oito semanas não consecutivas. Ele permaneceu entre os dez primeiros por trinta e uma semanas e na Billboard 200 por 128 semanas (mais de dois anos, mais do que qualquer outro de seus álbuns), reentrando no gráfico três vezes. O álbum também alcançou o número um no Top R&B/Hip-Hop Albums. Music Box foi o segundo álbum mais vendido nos Estados Unidos em 1994, atrás apenas do The Sign de Ace of Base. Nos Estados Unidos, o Music Box se tornou o álbum mais vendido de Carey, sendo certificado como Diamante pela RIAA, pelas mais de dez milhões de cópias comercializadas.
O álbum se tornou um sucesso no Canadá, alcançando o número dois nas paradas e sendo certificado sete vezes Platina pela Canadian Recording Industry Association (CRIA). O Music Box tornou-se o best-seller de Carey na Europa, liderando as paradas na Austrália, Alemanha, Suíça e Reino Unido. Na Alemanha, tornou-se seu álbum mais bem sucedido, passando oitenta semanas no German Albums Chart, onze dos quais foram gastos no primeiro lugar. As vendas alemãs do álbum também foram muito impressionantes, com uma certificação de dupla-platina pela International Federation of the Phonographic Industry (IFPI), pela comercialização de um milhão de cópias. No Reino Unido, O Music Box continua sendo o mais vendido da Carey, liderando o UK Albums Chart e sendo certificado sete vezes Platina. Tornou-se um álbum de milhões de cópias vendidas na França, recebendo uma certificação Diamante e liderando as paradas de álbuns francesas. As vendas na França foram estimadas em 1 418 100. Music Box foi certificado seis vezes Platina nos Países Baixos.
Na Austrália, o álbum passou 18 semanas não consecutivas no número um, e foi certificado 12 vezes Platina pela Australian Recording Industry Association (ARIA), comercializando mais de 840 000 cópias. O álbum terminou em primeiro lugar no (ARIA) Parada de Fim de Ano. Na Ásia, o Music Box se tornou um dos álbuns mais vendidos de 1994, vendendo 2,2 milhões de cópias apenas no Japão. O diretor de marketing da Sony Music, Andy Yavasis, reivindicou vendas de 600 000 na Coreia do Sul, 150 000 cópias em Taiwan, 110 000 em Cingapura e 100 000 cópias em Hong Kong em julho de 1994. Music Box vendeu 32 milhões de cópias em todo o mundo, e tornou-se dos álbuns mais vendidos de todos os tempos.

## Lista de faixas
| Music Box – Edição padrão |                                |                                   |                              |         |  |
| N.º                       | Título                         | Compositor(es)                    | Produtor(es)                 | Duração |  |
| 1.                        | "Dreamlover"                   | Mariah Carey Dave Hall            | Carey Walter Afanasieff Hall | 3:54    |  |
| 2.                        | "Hero"                         | Carey Afanasieff                  | Carey Afanasieff             | 4:19    |  |
| 3.                        | "Anytime You Need a Friend"    | Carey Afanasieff                  | Carey Afanasieff             | 4:26    |  |
| 4.                        | "Music Box"                    | Carey Afanasieff                  | Carey Afanasieff             | 4:57    |  |
| 5.                        | "Now That I Know"              | Carey Robert Clivillés David Cole | Carey Clivillés Cole         | 4:19    |  |
| 6.                        | "Never Forget You"             | Carey Babyface                    | Carey Babyface Daryl Simmons | 3:46    |  |
| 7.                        | "Without You"                  | Pete Ham Tom Evans                | Carey Afanasieff             | 3:36    |  |
| 8.                        | "Just to Hold You Once Again"  | Carey Afanasieff                  | Carey Afanasieff             | 3:59    |  |
| 9.                        | "I've Been Thinking About You" | Carey Clivillés Cole              | Carey Clivillés Cole         | 4:48    |  |
| 10.                       | "All I've Ever Wanted"         | Carey Afanasieff                  | Carey Afanasieff             | 3:51    |  |
| Duração total:            | Duração total:                 | Duração total:                    | Duração total:               | 42:01   |  |

| Music Box – Edição japonesa, australiana e japonesa (faixa bônus) / Edição expandida comemorativa de 30 anos (disco um) |                         |                  |                  |         |  |
| N.º | Título                  | Compositor(es)   | Produtor(es)     | Duração |  |
| 11. | "Everything Fades Away" | Carey Afanasieff | Carey Afanasieff | 5:25    |  |
| Duração total: | Duração total:          | Duração total:   | Duração total:   | 47:23   |  |

| Music Box – Edição latino-americana (faixa bônus) |                |                                  |                  |         |  |
| N.º                                               | Título         | Compositor(es)                   | Produtor(es)     | Duração |  |
| 11.                                               | "Héroe"        | Carey Afanasieff Jorge L. Piloto | Carey Afanasieff | 4:19    |  |
| Duração total:                                    | Duração total: | Duração total:                   | Duração total:   | 46:20   |  |

| Music Box – Edição expandida comemorativa de 30 anos (disco dois) |                                                     |                                                      |                                   |         |  |
| N.º                                                               | Título                                              | Compositor(es)                                       | Produtor(es)                      | Duração |  |
| 1.                                                                | "All I Live For" (Extended Version)                 | Carey Afanasieff                                     | Carey Afanasieff                  | 4:28    |  |
| 2.                                                                | "Endless Love" (com Luther Vandross)                | Lionel Richie                                        | Afanasieff                        | 4:20    |  |
| 3.                                                                | "Do You Think of Me"                                | Carey Afanasieff Mark C. Cooney Mark Morales         | Carey Afanasieff Cooney Morales   | 4:46    |  |
| 4.                                                                | "Workin' Hard"                                      | Carey Clivillés Cole                                 | Carey Clivillés Cole              | 3:29    |  |
| 5.                                                                | "My Prayer"                                         | Georges Boulanger Carlos Gómez Barrera Jimmy Kennedy | Carey                             | 2:50    |  |
| 6.                                                                | "Hero" (2009 Version)                               | Carey Afanasieff                                     | Carey Afanasieff                  | 4:18    |  |
| 7.                                                                | "Anytime You Need a Friend" (Extended Mix)          | Carey Afanasieff                                     | Carey Afanasieff                  | 5:21    |  |
| 8.                                                                | "Music Box" (acapella)                              | Carey Afanasieff                                     | Carey Afanasieff                  | 4:42    |  |
| 9.                                                                | "Dreamlover" (ao vivo do Top of the Pops)           | Carey Hall                                           |                                   | 3:04    |  |
| 10.                                                               | "Without You" (ao vivo do Top of the Pops)          | Ham Evans                                            |                                   | 2:52    |  |
| 11.                                                               | "Dreamlover" (Def Club Mix)                         | Carey Hall                                           | Carey Afanasieff Hall             | 10:44   |  |
| 12.                                                               | "Anytime You Need a Friend" (C&C Club Version)      | Carey Afanasieff                                     | Carey Afanasieff Clivillés Cole   | 10:53   |  |
| 13.                                                               | "Anytime You Need a Friend" (Soul Convention Remix) | Carey Afanasieff                                     | Afanasieff                        | 4:51    |  |
| 14.                                                               | "I've Been Thinking About You" (Terry Hunter Remix) | Carey Cole                                           | Carey Clivillés Cole Terry Hunter | 6:30    |  |
| 15.                                                               | "Workin' Hard" (Terry Hunter Remix)                 | Carey Clivillés Cole                                 | Carey Clivillés Cole Hunter       | 6:35    |  |

| Music Box – Edição expandida comemorativa de 30 anos (disco três) |                                                                           |                                             |         |  |
| N.º                                                               | Título                                                                    | Compositor(es)                              | Duração |  |
| 1.                                                                | "Emotions" (ao vivo do Proctor's Theatre)                                 | Carey Clivillés Cole                        | 4:18    |  |
| 2.                                                                | "Hero" (ao vivo do Proctor's Theatre)                                     | Carey Afanasieff                            | 4:17    |  |
| 3.                                                                | "Someday" (ao vivo do Proctor's Theatre)                                  | Carey Ben Margulies                         | 3:58    |  |
| 4.                                                                | "Without You" (ao vivo do Proctor's Theatre)                              | Ham Evans                                   | 4:21    |  |
| 5.                                                                | "Make It Happen" (ao vivo do Proctor's Theatre)                           | Carey Clivillés Cole                        | 4:31    |  |
| 6.                                                                | "Dreamlover" (ao vivo do Proctor's Theatre)                               | Carey Hall                                  | 4:03    |  |
| 7.                                                                | "Love Takes Time" (ao vivo do Proctor's Theatre)                          | Carey Margulies                             | 3:55    |  |
| 8.                                                                | "Anytime You Need a Friend" (ao vivo do Proctor's Theatre)                | Carey Afanasieff                            | 3:51    |  |
| 9.                                                                | "Vision of Love" (ao vivo do Proctor's Theatre)                           | Carey Margulies                             | 4:00    |  |
| 10.                                                               | "I'll Be There" (ao vivo do Proctor's Theatre) (com part. de Trey Lorenz) | Berry Gordy Bob West Willie Hutch Hal Davis | 4:26    |  |

## Créditos
| Pessoal - Mariah Carey — vocais, vocais de fundo - Walter Afanasieff — teclados, teclados adicionais, sintetizadores, - Dave Hall — sintetizadores, teclados, programação de ritmo - David Cole — teclados - Babyface — teclados, percussão, vocais de fundo - Ren Klyce — Akai e Roland programação - Gary Cirimelli — MacIntosh sintetizador e programação - Ricky Crespo — Programação - Shawn Lucas — Programação - James T. Alfano — Programação - Michael Landau — guitarras - Kayo — baixo - Robert Clivilles — bateria, percussão - Mark C. Rooney — vocais de fundo - Cindy Mizelle — vocais de fundo - Melonie Daniels — vocais de fundo - Preço Kelly — vocais de fundo - Preço Shanrae — vocais de fundo | Produção - Mariah Carey — arranjador - Dave Hall — arranjador - Walter Afanasieff — arranjador - Robert Clivilles — arrajo - David Cole — arranjador - Babyface — arranjador - Bob Rosa — engenheiro, engenheiro de mix - David Gleeson — engenheiro - Dana Jon Chappelle — engenheiro, engenharia vocal - Acar Key — engenheiro - Frank Filipetti — engenheiro - Jim Zumpano — engenheiro - Jim Caruana — engenheiro de segunda - Jen Monnar — engenheiro de segunda - Kent Matcke — engenheiro de segunda - Mark Krieg — engenheiro de segunda - Kirk Yano — engenheiro de controle adicionais - Mick Guzauski — mixagem - Bob Ludwig — masterização, Gateway Mestre Studios |

## Desempenho nas paradas musicais
| Parada (1993–94)                        | Maior posição |
| --------------------------------------- | ------------- |
| África do Sul (RISA)                    | 2             |
| Alemanha (Offizielle Deutsche Charts)   | 1             |
| Argentina (CAPIF)                       | 7             |
| Austrália (ARIA)                        | 1             |
| Áustria (Ö3 Austria Top 40)             | 1             |
| Bélgica (IFPI Belgium)                  | 1             |
| Canadá (The Record)                     | 5             |
| Dinamarca (Hitlisten)                   | 1             |
| Escócia (Official Scottish Albums)      | 1             |
| Espanha (PROMUSICAE)                    | 2             |
| Estados Unidos (Billboard 200)          | 1             |
| Estados Unidos (Top R&B/Hip Hop Albums) | 1             |
| Europa (Billboard European Albums)      | 1             |
| Finlândia (Suomen virallinen lista)     | 1             |
| França (SNEP)                           | 1             |
| Hong Kong (IFPI)                        | 5             |
| Hungria (MAHASZ)                        | 4             |
| Irlanda (IRMA)                          | 1             |
| Itália (Hit Parade Italia)              | 3             |
| Japão (Oricon)                          | 2             |
| Noruega (VG-lista)                      | 2             |
| Nova Zelândia (RMNZ)                    | 2             |
| Países Baixos (Dutch Charts)            | 1             |
| Portugal (AFP)                          | 1             |
| Reino Unido (Official Albums Chart)     | 1             |
| Reino Unido (UK R&B Albums Chart)       | 1             |
| Suécia (Sverigetopplistan)              | 3             |
| Suíça (Schweizer Hitparade)             | 1             |

| Parada (1990–1999)             | Posição |
| ------------------------------ | ------- |
| Áustria (Ö3 Austria)           | 32      |
| Estados Unidos (Billboard 200) | 26      |

| Parada (1993)                                     | Posição |
| ------------------------------------------------- | ------- |
| Austrália (ARIA)                                  | 33      |
| Canadá (RPM)                                      | 21      |
| Estados Unidos (Billboard 200)                    | 40      |
| Estados Unidos (Billboard Top R&B/Hip-Hop Albums) | 33      |
| Japão (Oricon)                                    | 23      |
| Nova Zelândia (RMNZ)                              | 30      |
| Noruega (VG-lista)                                | 7       |
| Países Baixos (MegaCharts)                        | 18      |
| Reino Unido (OCC)                                 | 13      |
| Parada (1994)                                     | Posição |
| Alemanha (Offizielle Top 100)                     | 1       |
| Austrália (ARIA)                                  | 1       |
| Áustria (Ö3 Austria)                              | 1       |
| Canadá (RPM)                                      | 10      |
| Estados Unidos (Billboard 200)                    | 2       |
| Estados Unidos (Billboard Top R&B/Hip-Hop Albums) | 8       |
| França (SNEP)                                     | 3       |
| Itália (Hit Parade)                               | 4       |
| Japão (Oricon)                                    | 12      |
| Noruega (VG-lista)                                | 2       |
| Nova Zelândia (RMNZ)                              | 2       |
| Países Baixos (MegaCharts)                        | 1       |
| Reino Unido (OCC)                                 | 4       |
| Suíça (Schweizer Hitparade)                       | 1       |
| Parada (1995)                                     | Posição |
| Austrália (ARIA)                                  | 88      |
| Bélgica (Ultratop Wallonia)                       | 60      |
| Estados Unidos (Billboard 200)                    | 124     |
| Países Baixos (MegaCharts)                        | 53      |

| Parada                                    | Posição |
| ----------------------------------------- | ------- |
| Estados Unidos (Billboard 200)            | 87      |
| Estados Unidos (Billboard 200) (Mulheres) | 27      |

## Vendas e certificações
| Região                                                                                             | Certificação | Vendas     |
| -------------------------------------------------------------------------------------------------- | ------------ | ---------- |
| Alemanha (BVMI)                                                                                    | 2× Platina   | 1.000.000^ |
| Austrália (ARIA)                                                                                   | 12× Platina  | 860.000    |
| Bélgica (BEA)                                                                                      | 2× Platina   | 100.000*   |
| Brasil (Pro-Música Brasil)                                                                         | Platina      | 250.000*   |
| Canadá (Music Canada)                                                                              | 7× Platina   | 700.000^   |
| Espanha (PROMUSICAE)                                                                               | Diamante     | 400.000^   |
| Estados Unidos (RIAA)                                                                              | Diamante     | 10.000.000 |
| Finlândia (IFPI Finlândia)                                                                         | Ouro         | 47.382     |
| França (SNEP)                                                                                      | Diamante     | 1.418.000  |
| Japão (RIAJ)                                                                                       | 2× Diamante  | 2.200.000  |
| Noruega (IFPI Noruega)                                                                             | 8× Platina   | 600.000*   |
| Nova Zelândia (RMNZ)                                                                               | 5× Platina   | 75.000^    |
| Países Baixos (NVPI)                                                                               | 6× Platina   | 600.000^   |
| Reino Unido (BPI)                                                                                  | 6× Platina   | 1.500.000  |
| Suécia (GLF)                                                                                       | 5× Platina   | 100.000^   |
| Suíça (IFPI Suíça)                                                                                 | 4× Platina   | 200.000^   |
| *números de vendas baseados somente na certificação ^distribuições baseadas apenas na certificação |              |            |